# Nové Město na Moravě
Nové Město na Moravě  (in tedesco Neustadtl in Mähren) è una località della Repubblica Ceca situata nella regione di Vysočina 10 km a est della città di Žďár nad Sázavou nel bordo occidentale della Moravia. Per essere precisi, la regione della Visočina spartisce Moravia e Boemia.

## Storia
La città è stata fondata intorno al 1250 da Boček di Obřany, il fondatore del monastero cistercense di Žďár nad Sázavou. Il suo massimo splendore si ebbe nell'età del Rinascimento con i Signori di Pernštejn. Il centro storico della città è una zona con una ricca decorazione scultorea di compatrioti come Jan Štursa e Vincent Makovský. Le attrazioni principali sono la chiesa cattolica di Santa Kunhuta, il vecchio municipio e il castello.

## Sport
Stazione sciistica specializzata nello sci nordico, ospita il centro sciistico principale delle alture Boemo-Morave, a nord-ovest della città. In questa località si sono disputate numerose gare della Coppa del Mondo di sci di fondo e della Coppa del Mondo di biathlon. Nel 2011 si sono disputati a Nové Město na Moravě anche i Campionati mondiali juniores di biathlon.

## Amministrazione

### Gemellaggi
Nové Město è membro del gemellaggio internazionale "Neustadt in Europa", che riunisce 36 città e comuni che portano nel nome la dicitura Neustadt ("città nuova").

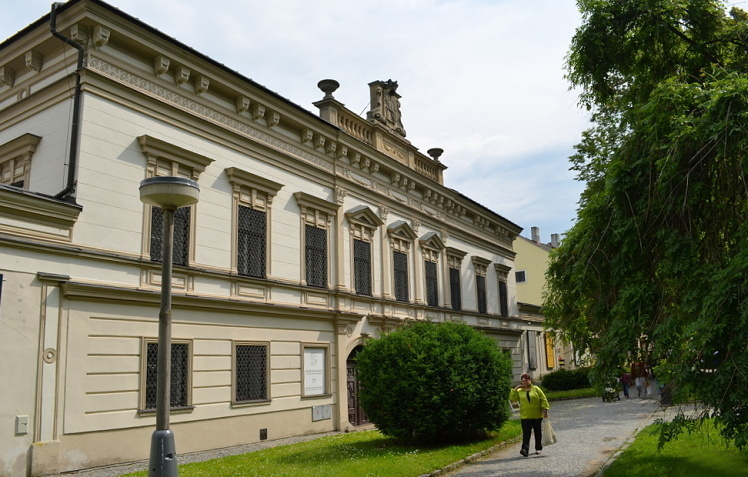
Il castello

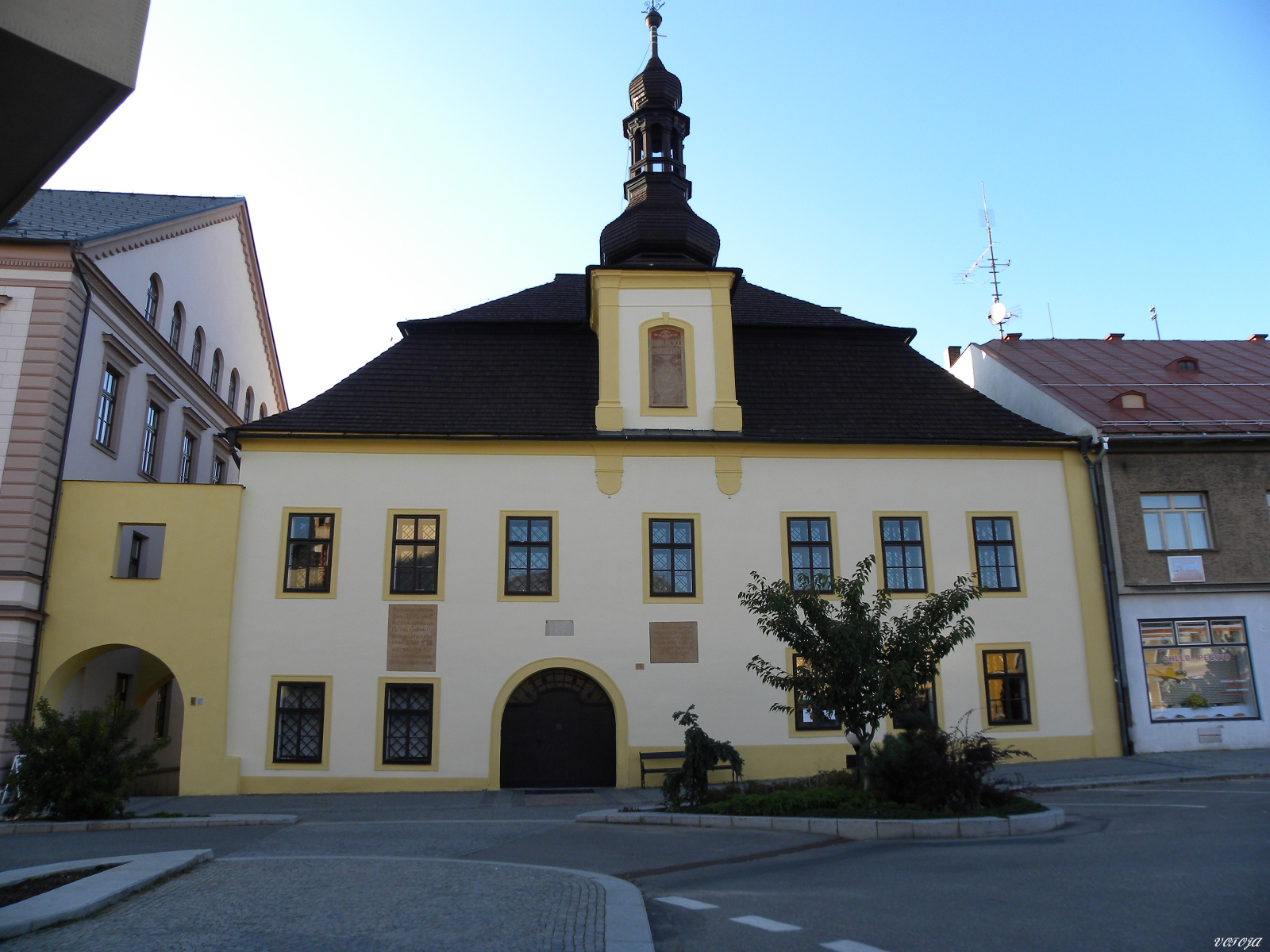
Il vecchio municipio